# Hélicoptère de manœuvre et d'assaut

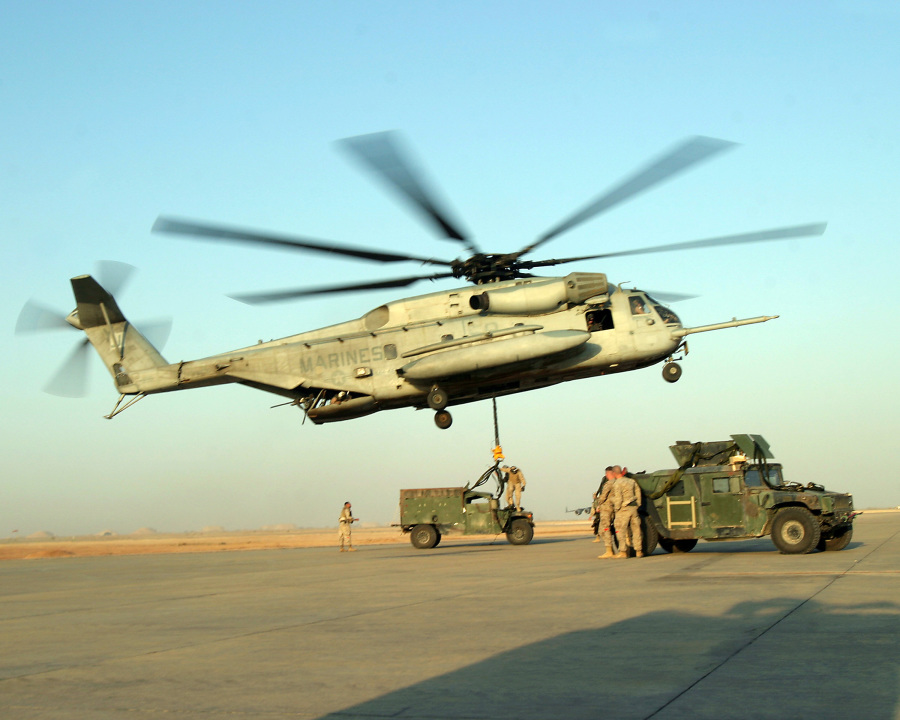
CH-53

Un hélicoptère de manœuvre et d'assaut est un hélicoptère de transport destiné à des missions utilitaires. Celles ci concernent aussi bien le transport de troupes, que les missions de commandement et de contrôle, les évacuations sanitaires ou encore l'appui aérien rapproché. Dans ce dernier cas de figure les hélicoptères s'appuient sur des mitrailleuses embarquées tirant à l'extérieur au moyen de sabord latéraux, on dit alors que ces mitrailleuses sont des gundoors.

## Dans le monde
Le terme d'hélicoptère de manœuvre et d'assaut est communément employé dans l'Armée de terre française qui possède au sein de l’aviation légère de l'Armée de terre des escadrilles d’hélicoptères de manœuvre.
Les premiers assauts héliportés d'envergure sont effectués par les forces armées françaises en 1956 lors de la guerre d'Algérie.

## Exemples d'hélicoptères de manœuvres et d'assaut
- Le Bell UH-1 Iroquois américain.
- Le Mil Mi-8 soviétique.

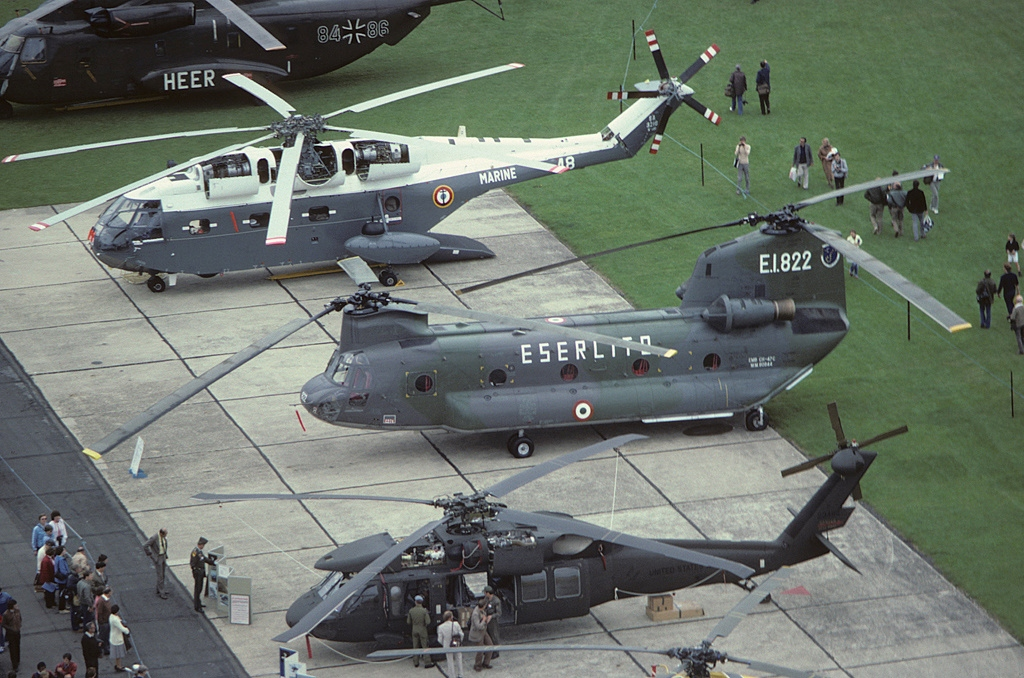
Des hélicoptères de transport militaires en 1982. De haut en bas :
Un Sikorsky CH-53 Sea Stallion de la Heeresfliegertruppe ouest-allemande ;
Un Sud-Aviation SA321 Super Frelon de l'aéronautique navale française ;
Un Boeing CH-47 Chinook de la Cavalerie aérienne italienne ;
Un Sikorsky UH-60 Black Hawk de l'aviation légère de l’US Army.

- Le Sud-Aviation SA330 Puma français.
- Le TAI T625 turc.

## Sources et références

### Sources bibliographiques
- Bill Gunston, Hélicoptères militaires, Paris, PML, 1994, 159 p. (ISBN 978-2-876-28895-9).
- Pierre Gaillard, Avions et hélicoptères militaires d'aujourd'hui, Clichy, Ed. Larivière, 1999, 296 p. (ISBN 978-2-907-05124-8).
- Pierre Boulay, Les hélicoptères français, Guides Larivière, coll. « Minidocavia » (no 9), 1998 (ISBN 978-2-907-05117-0).
- Bill Gunston et Mike Spick, Hélicoptères de combat, Paris Bruxelles Lugano, Atlas Atlen Éd. transalpines, 1988, 207 p. (ISBN 978-2-731-20643-2).
- (en) David Willis, Aerospace encyclopedia of world air forces, London Westport, CT, USA, Aerospace Pub. AIRtime Pub, 1999, 320 p. (ISBN 978-1-861-84045-5 et 978-1-880-58830-7).